# Darkhad (peuple)
Pour les articles homonymes, voir Darkhad.
Le terme Darkhad  se traduit en mongol littéralement par « intouchables » ou encore par « protégés de l'église », ou tout simplement par « artisans » en Darkhan.

## Étymologie
Darkhan (mongol : ᠳᠠᠷᠬᠠᠨ, VPMC : darqan, cyrillique : дархан, MNS : darkhan ; vieux turc : Tarqan ; chinois : 答剌罕 ; pinyin : dálàhǎn ; persan : ترخان) est un titre de noblesse turco-mongol. En mongol, il signifie littéralement, artisan et forgeron.

## Histoire
Le peuple Darkhad est arrivé dans cette région au XVIe siècle. Il se constituait par un rassemblement des populations Oirats et Qotogoïds. Entre 1549 et 1686 sous le régime des ligues et bannières de la dynastie Qing, ils furent organisés dans l'aimag de Zasaghtu Khan, Erdeni Degüregchi Wang khoshuu. En 1786, ils furent placés sous l'autorité  du 4e Jebtsundamba Khutuktu Luvsantüvdenvanchug (qui se traduit: Blo bzang thub bstan dbang phyug). C'est à cette époque qu'ils furent plus connus sous le nom sous le nom de « Black Darkhad ».

## Organisation sociale
Ce peuple  'Darkhad'  constitue un sous-groupe de Mongols qui résident principalement au nord Mongolie, dans la Khövsgöl (province): Sum (district) de Bayanzürkh, de Ulaan-Uul, de Renchinlkhümbe, et de Tsagaannuur .  Une population de 16 268 personnes a été comptée en 2000 dans cette région, lors du recensement de 2000. Ces tribus qui composent ce peuple sont, pour la plupart, regroupées dans les districts situés à l'ouest  du lac Khövsgöl. Dans le vocabulaire mongol la différence n'est pas faite, (sum désigne à la fois le « district » et la ville (ou village)  « le centre du sum ».

## Religions
La religion la plus courante est le bouddhisme dans la tradition Gelugpa. Une école gelug qui fut fondée au Tibet, par Tsongkhapa (1357-1419), à partir des traditions de l’époque, en particulier kadampa dont gelug a repris le nom (nouveau kadampa). Elle visait à subordonner les pratiques tantriques à la formation textuelle de base (sutras et philosophie), et prôner un célibat strict, à savoir le monachisme. Le nom de gelug est généralement interprété comme « vertueux », mais certains y ont vu la contraction de Geden lug ou Ganden Lug signifiant « tradition de Geden » (ou Ganden), son premier monastère.
Beaucoup de Darkhads pratiquent aussi le chamanisme et le tengrisme qui intègre des éléments du  l'animisme, du totémisme et du culte des ancêtres,,,.